# Pfungstädter Düne
Die Pfungstädter Düne ist ein FFH-Gebiet und flächenhaftes Naturdenkmal in den Gemarkungen von Darmstadt-Eberstadt (kreisfreie Stadt Darmstadt) und Pfungstadt (Landkreis Darmstadt-Dieburg) in Südhessen.

## Lage
Die Pfungstädter Düne liegt im Naturraum Hessische Rheinebene, Pfungstadt-Griesheimer Sand. Das Schutzgebiet erstreckt sich östlich von Pfungstadt entlang der wieder in Betrieb genommenen Pfungstadtbahn, am Nordrand des Pfungstädter Galgenbergs. Das FFH-Gebiet liegt überwiegend nördlich der Bahnstrecke, umfasst auch die Trasse und einen schmalen Streifen südlich davon. Die Gesamtfläche beträgt 5,55 Hektar. Zum Naturdenkmal zählen nur die etwa 4 Hektar nördlich der Bahntrasse.

## Geschichte
Die „Pfungstädter Düne“ gehört zu dem etwa 10 Kilometer breiten Gürtel von Flugsanddünen zwischen Darmstadt und Rastatt, in dem am Ende der letzten Eiszeit kalkhaltige Sande zu Dünen angeweht worden waren. Die Pfungstädter Düne wurde früher zur Sandgewinnung genutzt, wodurch die nach Süden exponierte Böschung entstand. Beim Bau der Eisenbahnlinie nach Pfungstadt 1850 wurde die Düne angeschnitten und teilweise abgetragen, wobei große Sandflächen freigelegt wurden. Als Naturdenkmal wurde sie durch die Stadt Darmstadt mit Verordnung vom 9. Februar 1954 ausgewiesen (Naturdenkmalbuch der Stadt Darmstadt, Nr. 25). Seit 2008 ist die Düne als Natura2000-Gebiet geschützt (FFH-Gebiet 6117-307 „Pfungstädter Düne“).

## Beschreibung und Schutzziele
Die „Pfungstädter Düne“ ist ein langgestreckter, überwiegend mit Kiefernmischwald bewaldeter Dünenzug, der stellenweise offene Flächen aufweist. Die zu schützenden Lebensraumtypen sind Steppenrasen (LRT 6240), Offene Grasflächen mit Silbergras und Straußgras auf Binnendünen (LRT 2330), sowie Subkontinentale basenreiche Sandrasen (LRT 6120). Sie sind Lebensraum für zahlreiche hochgradig gefährdete Pflanzen- und Tierarten.
Zu den Schutz- und Pflegezielen zählt insbesondere die Förderung und Entwicklung beziehungsweise Wiederansiedlung der Sand-Silberscharte. Der lichte, artenreiche Kiefernwald soll erhalten und entwickelt werden, die Freiflächen sind offen zu halten.

## Flora und Fauna
Im Kiefernwald wachsen Gewöhnliche Osterluzei, Echtes Salomonssiegel und der Neophyt Gewöhnliches Tellerkraut. Bemerkenswerte bedrohte Pflanzenarten der Sandbiotope sind Blaugrünes Schillergras, Ohrlöffel-Leimkraut, Steppen-Wolfsmilch, Sand-Strohblume, Thymian-Sommerwurz und Sand-Thymian. In den letzten Jahren stark rückläufig oder nur noch in Restbeständen vorhanden sind Berg-Haarstrang, Heilwurz, Badener Rispengras und Gewöhnliches Nadelröschen. Von der Sand-Silberscharte wurde 2015 nur noch ein Exemplar gefunden. Als inzwischen erloschen gelten die Bestände der noch in den 1980er Jahren nachgewiesenen Arten Sand-Steinkraut, Haar-Pfriemengras, Kegelfrüchtiges Leimkraut, Braunrote Stendelwurz, Sand-Sommerwurz und Gelber Zahntrost.
Im Gebiet kommen auch mehrere stark gefährdete Pilzarten vor, unter anderem Winter-Stielbovist und Dünen-Stinkmorchel.
Von den Heuschrecken wurden acht Arten nachgewiesen, unter anderem Blauflügelige Ödlandschrecke, Gefleckte Keulenschrecke und Steppengrashüpfer. Auf dem Südhang der Düne leben 19 Schneckenarten, darunter die bedrohten Arten Quendelschnecke und Gemeine Heideschnecke. Zahlreiche wirbellose Tierarten leben in der obersten Bodenschicht, darunter 141 Käferarten.

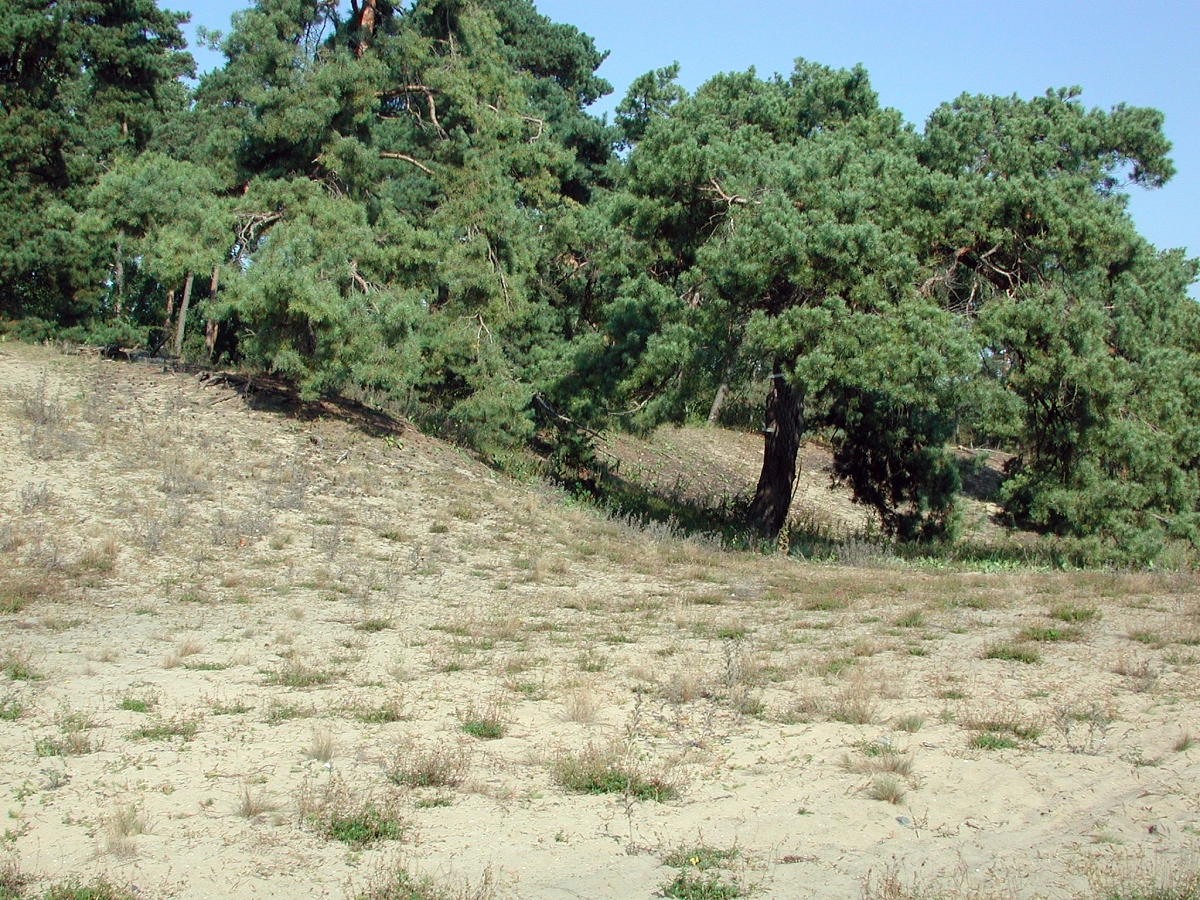
Pfungstädter Düne (2007)
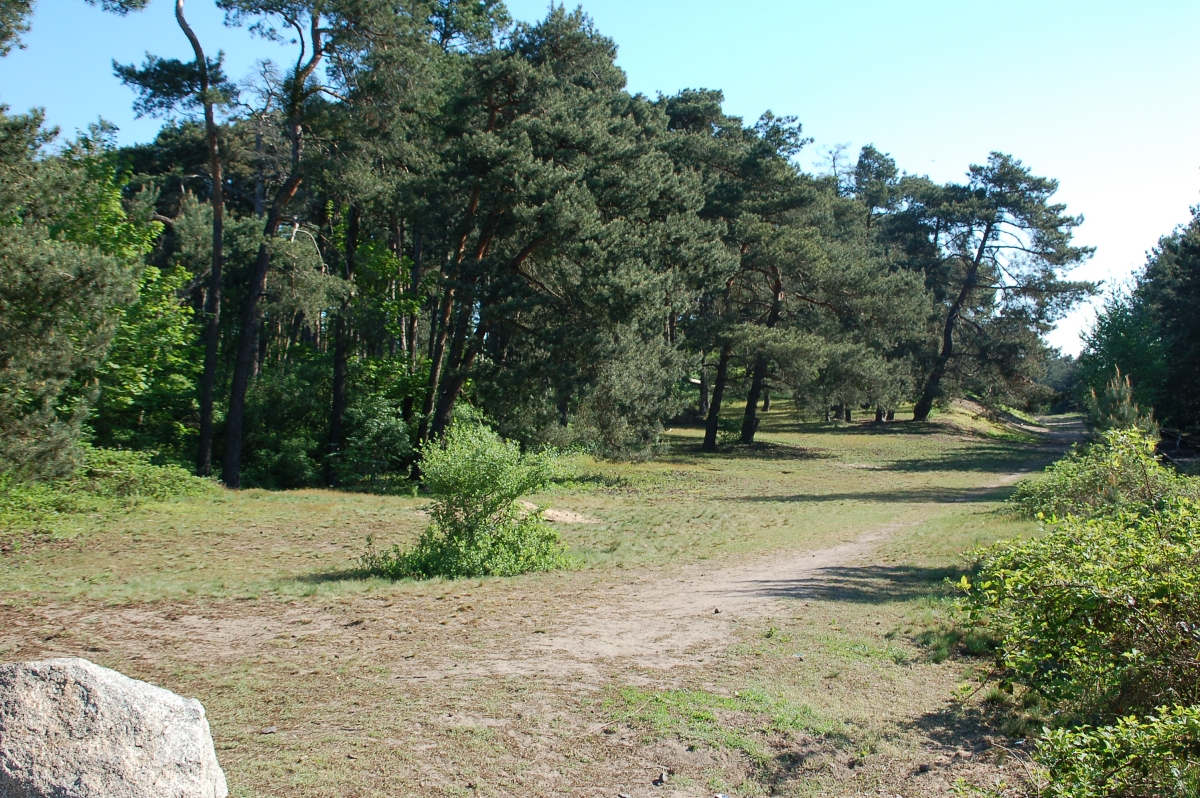
Pfungstädter Düne (2008)
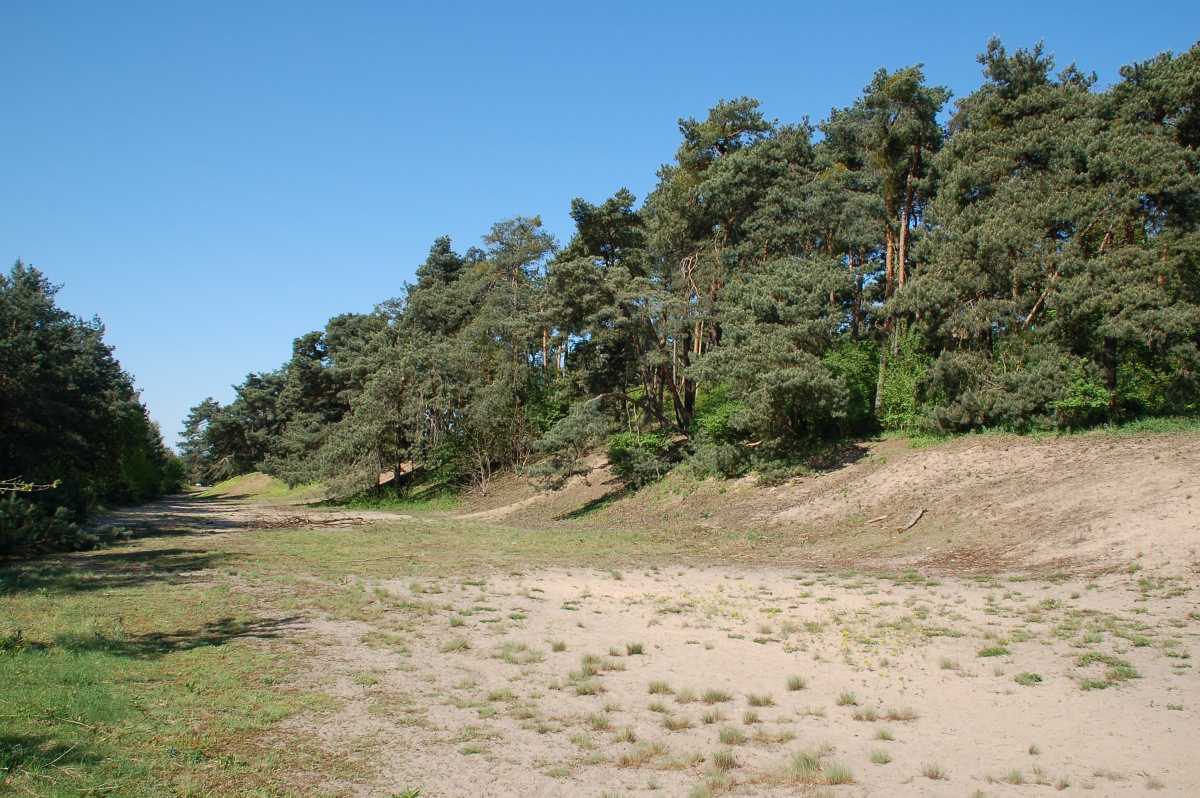
Pfungstädter Düne (2008)
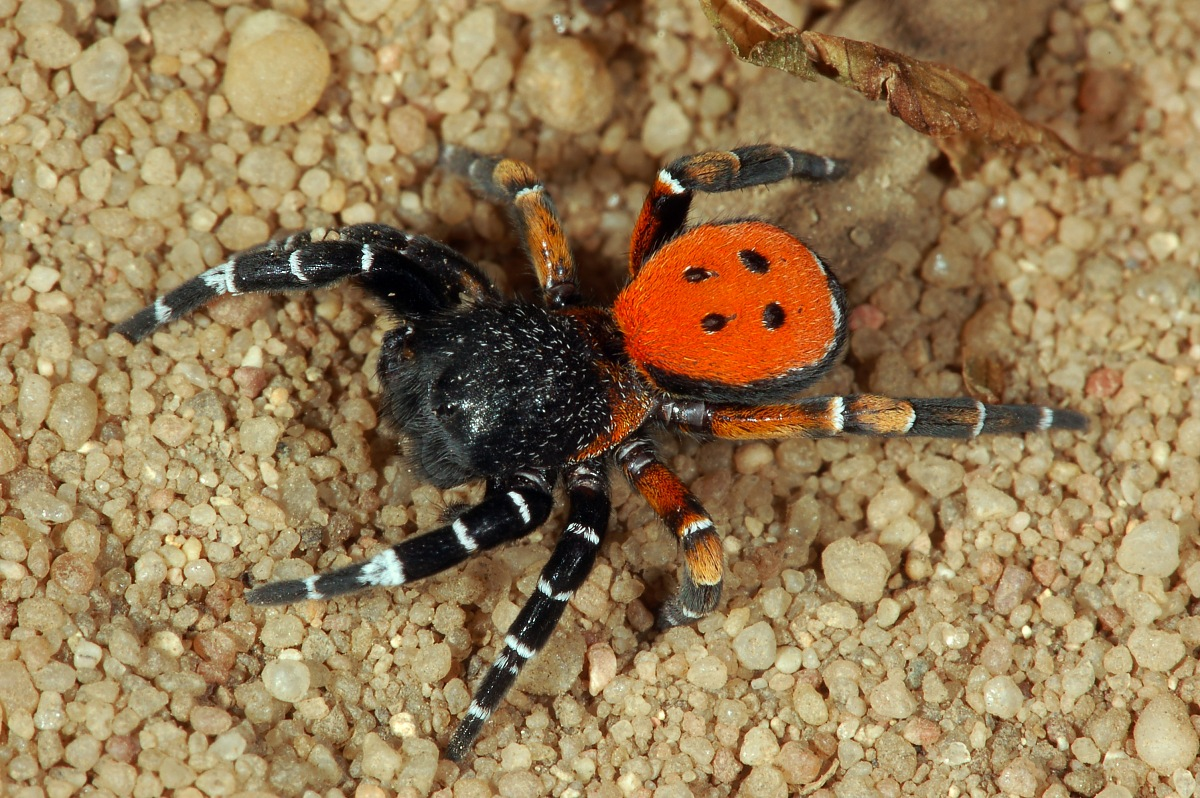
Rote Röhrenspinne
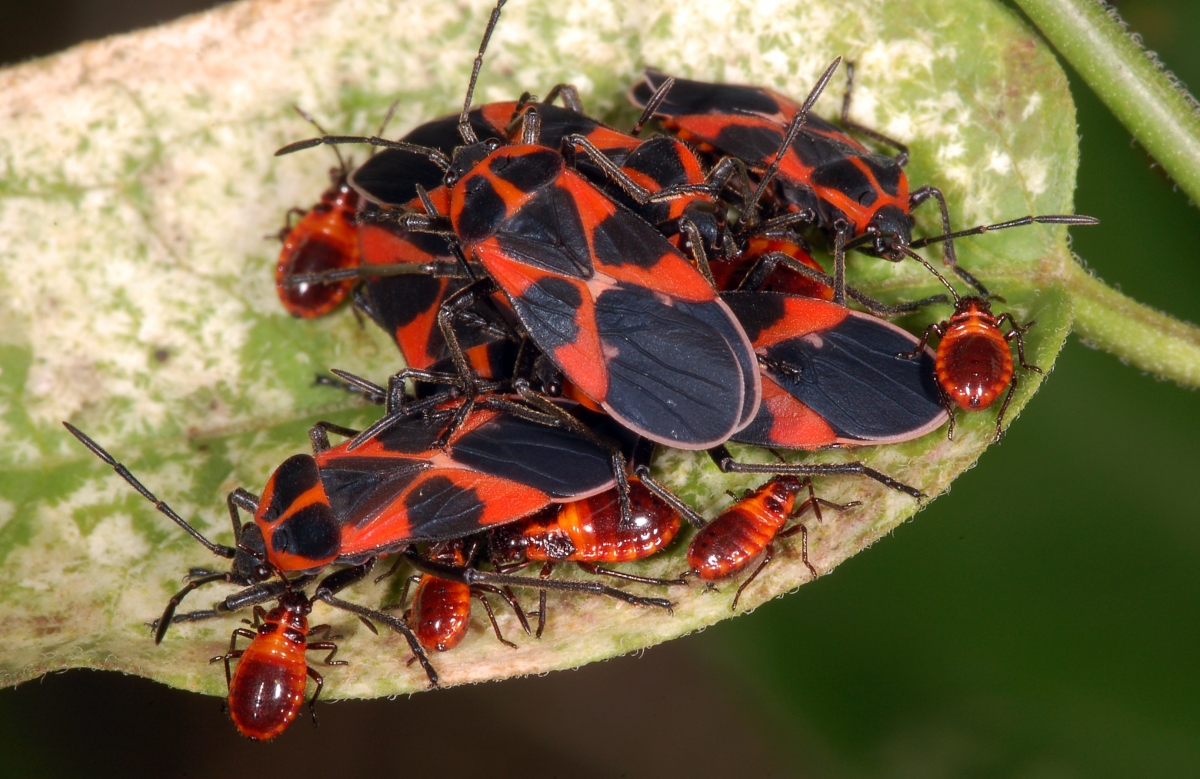
Schwalbenwurzwanze
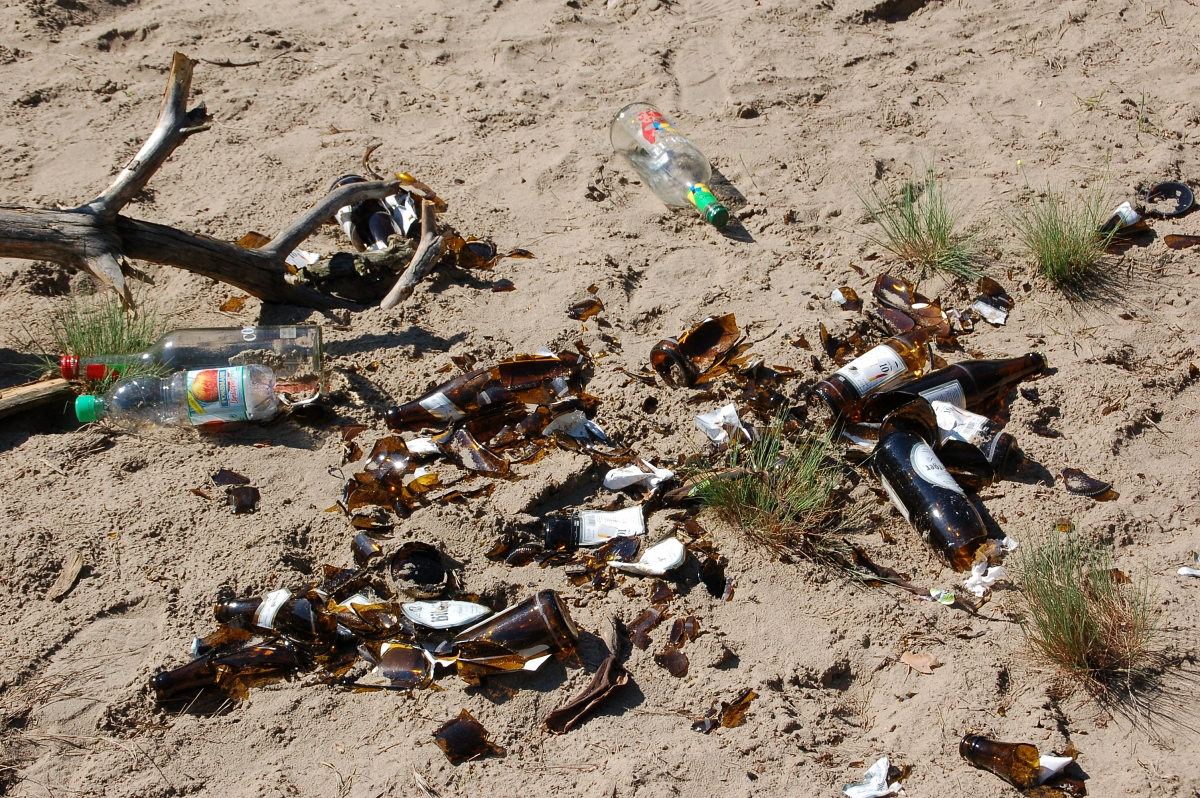
Vermüllung im Schutzgebiet

## Beeinträchtigungen
Die sensiblen Sandbiotope werden durch Freizeit- und Erholungsnutzung, insbesondere durch Tritt und Vermüllung beeinträchtigt. Außerdem führt der Baum- und Strauchbestand durch Verbuschung, Beschattung und Humusanreicherung zum Rückgang seltener Arten. Am nördlichen Rand wurde das Gebiet wiederholt durch Mistablagerungen eutrophiert. Stellenweise breiten sich konkurrenzstarke gebietsfremde Grasarten aus.